# José Antonio Fernández Ordóñez
José Antonio Fernández Ordóñez (Madrid, 18 de novembre de 1933 - ibídem, 3 de gener de 2000) va ser un eminent Enginyer de Camins, Canales i Ports (denominació en Espanya del títol superior d'enginyeria civil).

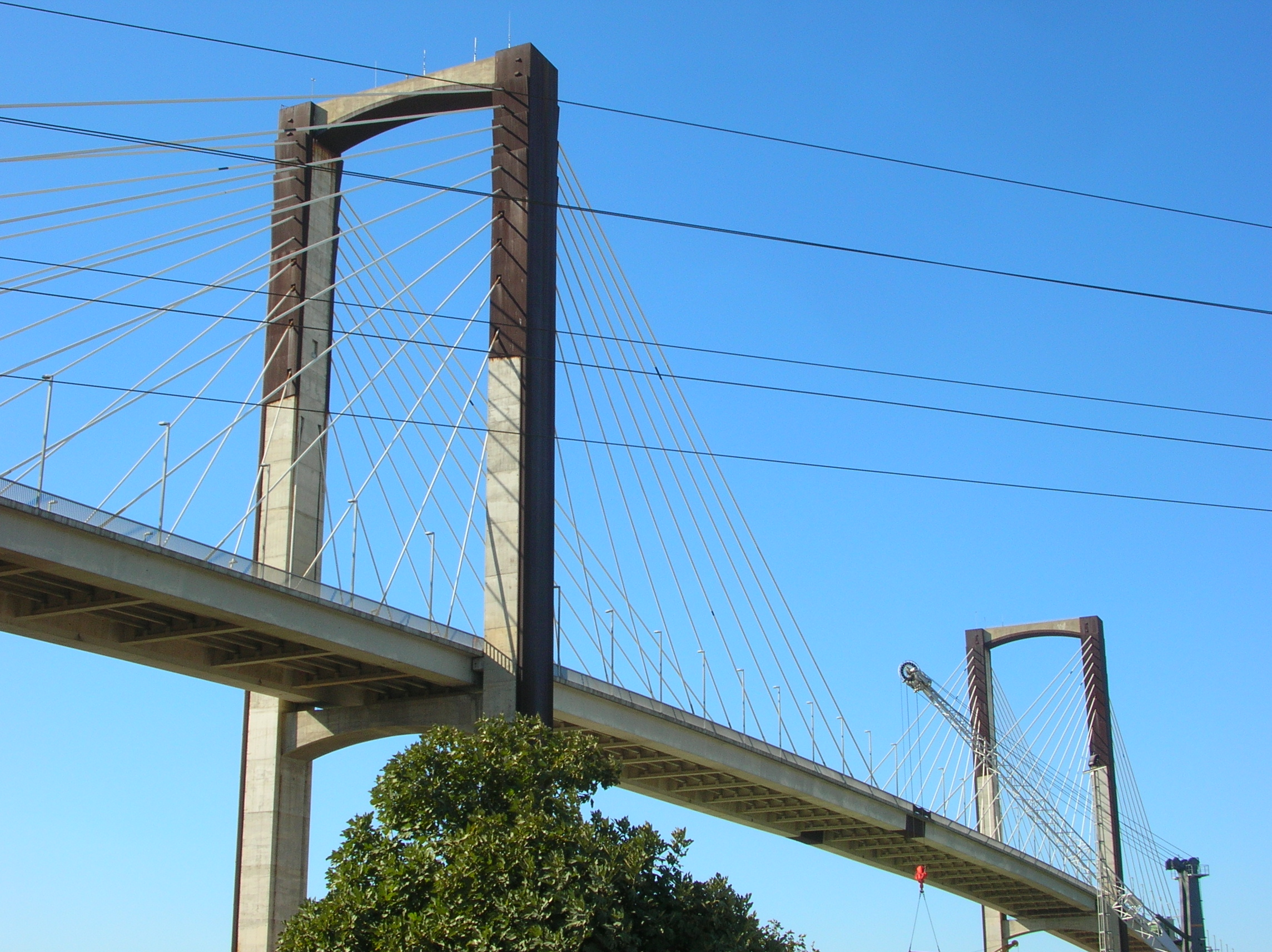
El pont del Centenari de Sevilla

## Biografia
Va obtenir el títol d'Enginyer de Camins, Canals i Ports a l'Escola Tècnica Superior d'Enginyeria de Camins, Canals i Ports de Madrid, sent poc després nomenat professor adjunt de l'assignatura "Estils Artístics" a la mateixa escola. Va ser un enginyer dotat d'un profund interès en l'estètic, per la qual cosa va impartir Història de l'Art a la seva escola.
Al capdavant de l'empresa familiar PACADAR, de construcció de bigues pretesades, va poder exercir el seu interès creador en el disseny de belles obres entre les quals destaca el nou pont del Diable, en Martorell. Va realitzar innombrables col·laboracions amb el també enginyer de camins Julio Martínez Calzón.
L'enginyer Fernández Ordóñez parla en l'article Lo ligero y lo barroco en la ingeniería de los años treinta sobre la forma en la qual va creure que s'hauria de realitzar i veure a l'enginyeria, com una forma estètica de la construcció. També fou acadèmic fundador de la Reial Acadèmia d'Enginyeria d'Espanya.

## Realitzacions
- Casa de Lucio Muñoz a Torrelodones (Madrid), en col·laboració amb l'arquitecte Fernando Higueras.
- Pas superior sobre la Castellana (o pont de Juan Bravo) en Madrid, en col·laboració amb els seus companys Julio Martínez Calzón i Alberto Corral.
- Nou pont del Diable sobre el riu Llobregat, al costat del pont romà a Martorell (Baix Llobregat).
- Museu d'Escultura Abstracta de la Castellana en Madrid, projecte i adreça d'obra en col·laboració amb Julio Martínez Calzón i Eusebio Sempere.
- Pont d'accés a l'Hipermercat d'Henares en Madrid, projecte en col·laboració amb Julio Martínez Calzón.
- Projecte de recuperació, conservació i readaptació del pont sobre el riu Jarama en Algete (Madrid), amb la col·laboració de Julio Martínez Calzón i Alfredo Granados. Dirigeix l'execució de l'obra en 1982.
- Projecte de recuperació, conservació i readaptació del pont sobre el riu Alberche a Aldea del Fresno (Madrid).
- Participa en la salvació i trasllat del pont romà de Guijo de Granadilla (Càceres), amenaçat d'immersió.
- Pont sobre el carrer Torrelaguna a Madrid, juntament amb Julio Martínez Calzón (1982).
- Pont del Mil·lenari de Catalunya sobre el riu Ebre a Tortosa (Baix Ebre), projecte de 1982 i adreça d'obra el 1984 juntament amb Julio Martínez Calzón i Salvador Tarragó i Cid.
- Pont de Fernando Reig, a Alcoi (Alcoià), d'estructura atirantada, sobre el riu Serpis. (1987).
- Instal·lació de l'escultura Elogi de l'aigua de Eduardo Chillida Juantegui (1987).
- Pont del V Centenari sobre el Guadalquivir a Sevilla, juntament amb Julio Martínez Calzón entre 1990 i 1992. Amb motiu de l'Exposició Universal de Sevilla de 1992.
- Puente sobre el riu Rivera de Gata a Moralidad (Càceres), juntament amb el seu fill l'arquitecte Lorenzo Fernández-Ordóñez i José Ramón Navarro Vera.

## Premis i esments
- Segon premi en el Concurs Nacional d'Arquitectura en col·laboració amb l'arquitecte Fernando Higueras a la Casa de Lucio Muñoz en Torrelodones (Madrid).
- 1978: Prix Europeen de Musée pel European Museum Trust, pel projecte i construccióndel Museu d'Escultura Abstracta de la Castellana, en col·laboració amb Julio Martínez Calçons i Eusebio Sempere.
- 1985: Premi Construmat pel projecte de recuperació, conservació i readaptació del pont sobre el riu Jarama a Algete (Madrid), amb la col·laboració de Julio Martínez Calzón i Alfredo Granados.